# Ixothraupis
Ixothraupis – rodzaj ptaków z podrodziny tanagr (Thraupinae) w rodzinie tanagrowatych (Thraupidae).

## Zasięg występowania
Rodzaj obejmuje gatunki występujące w Ameryce Środkowej i Południowej.

## Morfologia
Długość ciała 11–12 cm; masa ciała 10–20,5 g.

## Systematyka

### Etymologia
Ixothraupis: gr. ιξος ixos „jemioła”; θραυπις thraupis „niezidentyfikowany, mały ptak”, być może typ jakiejś zięby, wspomniany przez Arystotelesa. W ornitologii thraupis oznacza „tanagrę”.

### Podział systematyczny
Do rodzaju należą następujące gatunki:
- Ixothraupis varia (Statius Muller, 1776) – tangarka zielona
- Ixothraupis rufigula (Bonaparte, 1851) – tangarka rdzawogardła
- Ixothraupis guttata (Cabanis, 1851) – tangarka kropkowana
- Ixothraupis xanthogastra (Sclater,PL, 1851) – tangarka żółtawa
- Ixothraupis punctata Hellmayr, 1910 – tangarka plamista